# پیر ساوورگنان د برازا
پیِترو پائولو ساورگنان دی برازا (Pietro Paolo Savorgnan di Brazzà) که بعدها به پیر پاول فرانکو کمیل ساورگنان د برازا (Pierre Paul François Camille Savorgnan de Brazza) شناخته شد (زادهٔ ۲۶ ژانویه ۱۸۵۲ – درگذشتهٔ ۱۴ سپتامبر ۱۹۰۵ میلادی)، کاوشگر زادهٔ ایتالیا بود که تابعیت فرانسه را داشت. او با کمک مالی خانواده‌اش، توانست منطقه اوگوئه در آفریقای مرکزی را کشف کند و پس از آن با حمایت انجمن جغرافیای پاریس تا حد زیادی به نواحی داخلی اوگوئه، در امتداد قسمت راست ساحل کنگو، رسید. رفتار گرم و صمیمانه، جذابیت و روش صلح جویانه‌اش او را در میان آفریقایی‌ها به چهره‌ای محبوب بدل کرد. به همین دلیل، پایتخت جمهوری کنگو که در آن زمان مستعمره فرانسه بود، به پاس احترام به او برازاویل نام گرفت و این نام توسط حاکمان دوره پسا استعمار حفظ شد. در اصل آنها تنها ملت آفریقایی بودند که این کار را انجام دادند.

## سال‌های اولیه
پیِترو پائولو ساورگنان دی برازا متولد شهر رمِ ایتالیا، هفتمین فرزند از سیزده فرزند خانواده بود. پدرش اَسکانیو ساورگنان دی برازا، یک هنرمند اصیل و مشهور از خانواده‌ایبا ریشه‌های فریولی باستان (منطقه‌ای در روم باستان با فرهنگ و تاریخ متفاوت) و پیوندهای نه چندان عمیق فرانسوی بود. مادرش جاچینتا سیمونیتی، از یک خاندان کهن رومی با ریشه و نسب ونیزی، ۲۴ سال از پدر پیِترو کوچکتر بود. پیترو از همان دوران کودکی به کاوشگری، علی‌رغم در نواحی غرب آفریقا علاقه‌مند بود. او موفق شد تا به دانشکده نیروی دریایی فرانسه به نام بوردا واقع در برستراه پیدا کند. او در سال ۱۸۷۰ فارغ‌التحصیل شد و با کشتی فرانسوی ژان داک به الجزایر سفر کرد و در آنجا شاهد سرکوب خونین قیام مقرانی بود و این شروعی بود بر گرایش و تعهد او به فلسفه عدم خشونت.

## کاوش در آفریقا
برازا در سال ۱۸۷۲، در حالیکه برای یک مأموریت ضد برده‌داری در نزدیکی گابن دریانوردی می‌کرد، برای اولین بار آفریقا را دیدن کرد. کشتی دیگر او ونوس بود که مرتباً در گابن توقف می‌کرد. در سال ۱۸۷۴ برازا دو سفر به این کشور داشت؛ رودخانه‌های گابن و اوگوئه. سپس او به دولت پیشنهاد کرد که می‌تواند، اوگوئه را تا دستیابی به منابع کشف کند. او با کمک دوستان رده بالایش، به نام‌های ژول فِری و لئون گامبتا، قسمتی از بودجه اکتشافی را تأمین کرد و مابقی را از جیب خود پرداخت کرد. او در سال ۱۸۷۴ تابعیت فرانسه را دریافت کرده و نام جدیدش را با املای فرانسوی اخذ کرد. لویس ریموند دی مونتیناک دی شوفانس به عنوان حامی دی برازا در سال‌های اولیه زندگی حرفه‌ای او، از تلاش‌های برای به دست آوردن تبعیت کشور فرانسه حمایت کرد.
در این سفر که از ۱۸۷۵ تا ۱۸۷۸ به طول انجامید، او به منسوجات پنبه‌ای و ابزارهایی برای مبادله کالا مجهز شد. و با نوئل بِالی پزشک، آلفرد مارکهٔ طبیعت‌شناس، یک ملوان، سیزده تن از لپت‌های (نیروهای استعماری آفریقایی) سنگالی و چهار مترجم محلی در این سفر همراه شد. او پس از بازگشت به پاریس، به عنوان یک چهرهٔ مشهور و تأثیرگذار در مطبوعات فرانسه تجلیل شد و نخبگان سیاسی فرانسه از او به عنوان مردی برای پیشبرد آمال امپریالیستی در آفریقا قدردانی کردند.
دی برازا به ایلو ماکوکو، پادشاه باتکه پیشنهاد کرد که پادشاهی خود را تحت حمایت پرچم فرانسه قرار دهد. ماکوکو که علاقه‌مند به فرصت‌های تجاری برای به دست آوردن برتری بر رقبای خود بود، این معاهده را امضا کرد. مفاد این معاهده پس از مرگ پادشاه توسط ملکه نگالیفورو، ملکه مادر و شخصیتی تأثیرگذار در زمان حیات استعمار فرانسه، تأیید شد.
در سال ۱۸۸۶، دی برازا فرماندار کل کنگوی فرانسه شد. او در سال ۱۸۹۷، به دلیل درآمد کم گزارش‌های روزنامه‌نگاران از شرایط بومیان که به گفته برخی از آنها «خیلی خوب» بود، برکنار شد. برازا شخصاً از اقدامات استثمارگرایانه و سرکوب‌گرانه شرکت‌های اعطا کننده امتیاز که خود از نزدیک شاهد آنها بود، ناامید شده بود.
در سال ۱۹۰۵، داستان‌هایی از بی‌عدالتی، کار اجباری و خشونت  در پاریس تحت رویکرد آزادسازی امیل جنتیل، حاکم جدید کنگو، به شرکت‌های امتیازی جدید التاسیس توسط اداره مستعمراتی فرانسه و تاییدشده از سوی پروسپر فیلیپ اوگوار، اسقف کاتولیک کنگو، رسید. دی برازا برای بررسی این داستان‌های ساخته شده اعزام شد و گزارش حاصله، علی‌رغم موانع زیادی که بر سر راه او وجود داشت، رسوایی و نفرین به همراه داشت. وقتی معاون او «فلیسین شاله» گزارش شرم‌آور را به مجلس ملی ارائه کرد، بلافاصله سرکوب شد.

## زندگی شخصی
برادر کوچکتر برازا، جاکومو ساورگنان دی برازا، کوه‌نورد و طبیعت‌شناس بود که در سال‌های ۱۸۸۳تا ۱۸۸۶ برادرش پیِر را در سفر به آفریقا همراهی کرد. برازا با ترِز دی شامبرون ازدواج کرد. در نتیجهٔ این ازدواج، پیِر دی شامبرون و چارلز دی شامبرون برادرهای همسرش شدند. رِنِه دی شامبرون، داماد پیِر لاوال، نخست‌وزیر ویشی فرانسه برادرزادهٔ او بود.
دی برازا در سال ۱۸۸۸ فراماسون شد. عضویت او در۲۶ ژوئن ۱۸۸۸ در لوژ «آلزاس-لورن» در پاریس آغاز شد.

## وفات و یادبودها
برازا در آخرین سفرش به کنگو، بیماری سختی گرفت و در راه بازگشت به داکار بر اثر اسهال خونی و تب درگذشت، اما همسرش که همراه او بود همواره بر این باور بود که او مسموم شده‌است. جسد او به فرانسه بازگردانده شد و قبل از دفن در گورستان پرلاشز، در سنت کلوتیلد تشییع شد. بیوه او، ترِز که از رفتارهای سیاستمداران ناراضی بود، درخواست نبش قبر داد و دوباره پیکرش در الجزایر به خاک سپردند.

## ارجاعات
1. ↑  Pierre de Brazza در دانشنامهٔ بریتانیکا
2. ↑  "Vita - Pierre Savorgnan de Brazza".
3. ↑  Hodge, Carl Cavanagh, ed. (2008). Encyclopedia of the Age of Imperialism, 1800-1914: A-K. Greenwood Publishing Group. p. 106.
4. ↑  Berny Sèbe (2015). Heroic Imperialists in Africa: The Promotion of British and French Colonial Heroes, 1870-1939. Oxford University Press. p. 304.
5. ↑  Sèbe. Heroic Imperialists in Africa. p. 149.
6. ↑  Sèbe, Heroic Imperialists in Africa, p. 148
7. ↑  jeremy, rich (2012),  Akyeampong, Emmanuel K; Gates, Henry Louis (eds.), "Ngalifourou", Dictionary of African Biography (به انگلیسی), Oxford University Press, doi:10.1093/acref/9780195382075.001.0001, ISBN 978-0-19-538207-5, retrieved 2021-01-16
8. ↑  Histoire militaire des colonies, pays de protectorate et pays sous mandat. 7. "Histoire militaire de l'Afrique Équatoriale française". 1931. Accessed 9 October 2011. (به فرانسوی)
9. ↑  Anthony Appiah; Henry Louis Gates (2010). Encyclopedia of Africa, Volume 1. Oxford University Press. p. 205.
10. ↑  Brazza, Fabiana di; Simonetto, Luca (2016), "BRAZZÀ (DI) SAVORGNAN GIACOMO", Dizionario Biografico dei Friulani (به ایتالیایی), Istituto Pio Paschini per la storia della Chiesa in Friuli, retrieved 2021-06-16
11. ↑  Pourcher, Yves (Spring 2012). "Laval Museum". Historical Reflections. 38 (1): 105–125. doi:10.3167/hrrh.2012.380108. One day, the Count told me he had made a discovery of some papers that Josee had gathered about his parents, the Chambruns, and Pierre Savorgnan de Brazza, his paternal uncle.
12. ↑  Daniel Ligou (2011). Dictionnaire de la Franc-maçonnerie (به فرانسوی). Presses Universitaires de France. p. 163.
13. ↑  Laurent Kupferman; Emmanuel Pierrat (2012). Ce que la France doit aux francs-maçons (به فرانسوی). éditions Grund.
14. ↑  Jean Massicot (2010). La franc-maçonnerie (به فرانسوی). édition Desnoël. p. 26.
Nevertheless in 1904 he resigned from the French maçonnerie for the responsibilities which it had in the management of the colony in the French Equatorial Africa.
15. ↑  Brazza’s death ministère de la culture et de la communication de France